# Louis-Georges Papon
Louis-Georges Papon (Lilla, 1947) è uno psicoanalista francese di orientamento lacaniano.
Autore di L'incidence de la vérité chez Thérèse de Lisieux - L'épreuve spirituelle du savoir et son enseignement pour la psychanalyse (2006) che ha come oggetto uno studio psicoanalitico della nota mistica e dottore della chiesa cattolica Teresa di Lisieux.
Ha scritto anche articoli per la rivista "Ornicar" pubblicazione dell'"Ecole de la cause freudienne".
| Controllo di autorità | VIAF (EN) 39663124 |